# Jerome Dhas Varuvel
Jerome Dhas Varuvel (ur. 21 października 1951 w Paduvoor) – indyjski duchowny rzymskokatolicki, salezjanin, w latach 2015–2020 biskup Kuzhithurai.

## Życiorys
W 1976 wstąpił do zgromadzenia salezjanów i 24 maja 1981 złożył w nim profesję wieczystą. Święceń kapłańskich udzielił mu 2 czerwca 1985 św. Jan Paweł II. Po święceniach i studiach w Rzymie pracował w zakonnych placówkach formacyjnych dla nowicjuszy i prenowicjuszy. W latach 1996–2001 kierował parafią konkatedralną w Chennai, a w kolejnych latach kierował placówkami salezjańskimi w Tirupattur, Ennore i Thalavadi. W 2010 został mistrzem nowicjatu w Yeallagiri Hills.
22 grudnia 2014 otrzymał nominację na biskupa nowo powstałej diecezji Kuzhithurai. Sakry biskupiej udzielił mu 24 lutego 2015 bp Peter Remigius. 6 czerwca 2020 zrezygnował z urzędu.